# Copris apicepunctatus
Copris apicepunctatus är en skalbaggsart som beskrevs av Vladimir Balthasar 1942. Copris apicepunctatus ingår i släktet Copris och familjen bladhorningar. Inga underarter finns listade i Catalogue of Life.